# AutoGyro Cavalon
Der AutoGyro Cavalon ist ein Tragschrauber aus deutsch-britischer Koproduktion. Auf der AERO in Friedrichshafen am 12. April 2011 wurde er erstmals öffentlich vorgestellt.

## Konstruktion
Das wichtigste Konstruktionsmerkmal des Cavalons ist die Auslegung als Side-by-Side-Tragschrauber, d. h., dass die Sitze des Piloten und des Passagiers sich nebeneinander befinden. Der Rumpf ist in geschlossener Monocoque-Bauweise gefertigt und besteht wie die Leitwerke aus kohlenstofffaser- und glasfaserverstärktem Kunststoff. Die Kabine ist doppelwandig, um das Motorgeräusch zu dämpfen.

## Technische Daten
| Kenngröße                     | Daten                                         |
| ----------------------------- | --------------------------------------------- |
| Länge                         | 4,6 m                                         |
| Breite                        | 1,9 m                                         |
| Höhe                          | 2,8 m                                         |
| Rotordurchmesser              | 8,4 m                                         |
| Leermasse                     | 250 kg                                        |
| Max. Startmasse               | 500 kg                                        |
| Reisegeschwindigkeit          | 145 km/h                                      |
| Höchstgeschwindigkeit         | 160 km/h                                      |
| Steigrate                     | 3,2 m/s                                       |
| Reichweite                    | 650 km                                        |
| Gipfelhöhe                    | 3000 m (Rotax 912 ULS), 4000 m (Rotax 914 UL) |
| Startstrecke (15 m Hindernis) | 300 m                                         |
| Landestrecke (15 m Hindernis) | 150 m                                         |
| Lastvielfache                 | +3/–1g                                        |
| Tankinhalt                    | 100 l                                         |
| Verbrauch                     | 14–18 l/h                                     |
| Motor                         | ein Rotax 912 ULS oder Rotax 914 UL           |